# Cremastus globosus
Cremastus globosus là một loài tò vò trong họ Ichneumonidae.